# Amietophrynus superciliaris
Amietophrynus superciliaris är en groddjursart som först beskrevs av George Albert Boulenger 1888.  Amietophrynus superciliaris ingår i släktet Amietophrynus och familjen paddor. IUCN kategoriserar arten globalt som livskraftig. Inga underarter finns listade i Catalogue of Life.

## Bildgalleri

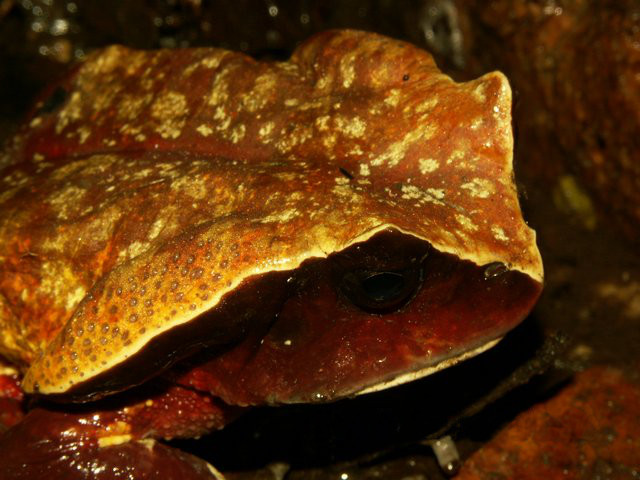
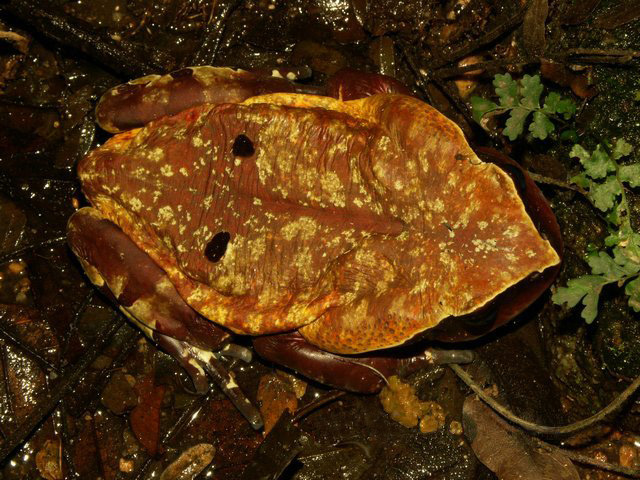
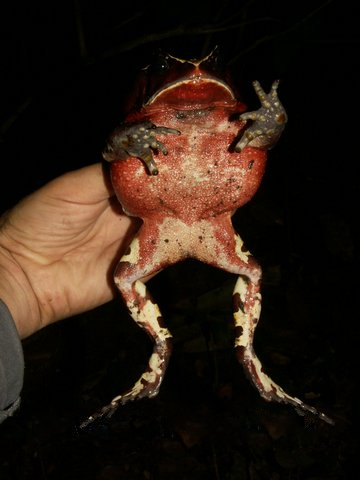
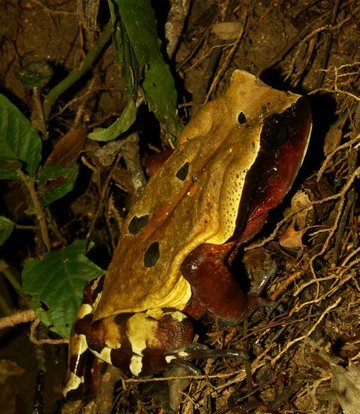